# Bausch & Lomb Championships 2008
Bausch & Lomb Championships 2008 — ежегодный женский профессиональный теннисный турнир 2-й категории WTA.
Соревнование традиционно проводится на открытых грунтовых кортах в Амелия-Айленде, штат Флорида, США.
В 2008 году соревнования прошли с 7 по 13 апреля — в 29-й раз в истории.
Прошлогодние победители:
- в одиночном разряде —  Татьяна Головин
- в парном разряде —  Мара Сантанджело и  Катарина Среботник

## Соревнования

### Одиночный турнир
Мария Шарапова обыграла  Доминику Цибулкову со счётом 7-67, 6-3.
- Шарапова выиграла 3-й титул в сезоне и 19-й за карьеру в туре ассоциации.
- Цибулкова уступила свой дебютный финал в туре ассоциации.

### Парный турнир
Бетани Маттек /  Владимира Углиржова обыграли  Викторию Азаренко /  Елену Веснину со счётом 6-3, 6-1.
- Маттек выиграла 2-й титул в сезоне и 4-й за карьеру в туре ассоциации.
- Углиржова выиграла 1-й титул в сезоне и 2-й за карьеру в туре ассоциации.